# Can Gustà
Can Gustà és una casa del municipi de Bàscara (Alt Empordà) inclosa en l'Inventari del Patrimoni Arquitectònic de Catalunya.

## Descripció
Situat a l'inici del nucli urbà de la població de Bàscara per la part sud del terme, al carrer Girona, carretera N-II al seu pas per l'interior de la vila.

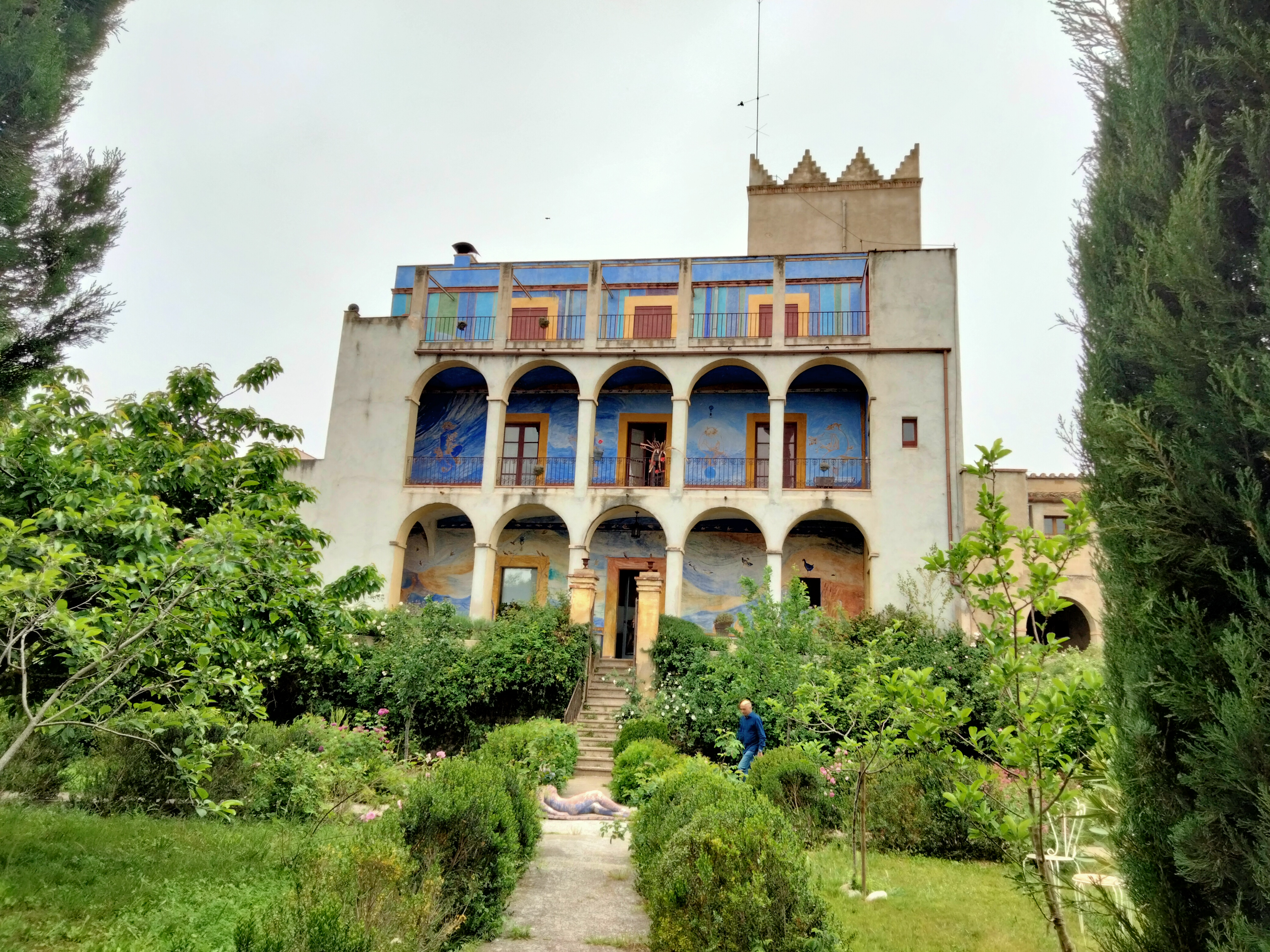
Façana de darrere, que dona al jardí, amb la intervenció pictòrica d'Ignasi Esteve

Edifici de grans dimensions i planta rectangular, format per tres cossos adossats en paral·lel. L'edifici principal presenta una part de la coberta de dues vessants de teula i l'altra plana utilitzada com terrat. Està distribuït en planta baixa i dos pisos. La façana principal presenta una distribució de les obertures simètrica, amb un gran portal d'accés d'arc escarser a la planta baixa, emmarcat amb carreus de pedra i gravat amb l'any 1891 i el nom Jaume Gustà. A cada banda, una finestra rectangular. Als pisos hi ha tres finestrals rectangulars amb l'emmarcament arrebossat, amb sortida a tres balcons amb llosanes motllurades sostingudes per mènsules decorades, i baranes de ferro treballat. Els de la primera planta són de mida més gran que els superiors. La façana està coronada per una cornisa motllurada i dentelada, damunt la que hi ha una barana d'obra amb els extrems ondulats. Pels laterals està emmarcada amb carreus ben desbastats i la resta del parament està arrebossat. A la part superior de l'edifici hi ha un badalot de planta quadrada, coronat amb merlets esglaonats bastits amb maons, que dona accés al terrat. Des de la façana de migdia s'accedeix al jardí a través d'un porxo amb obertures esglaonades, damunt del qual hi ha una terrassa al nivell de la primera planta. La façana de llevant presenta una galeria d'arcs de mig punt al primer pis i una terrassa oberta a la segona planta.

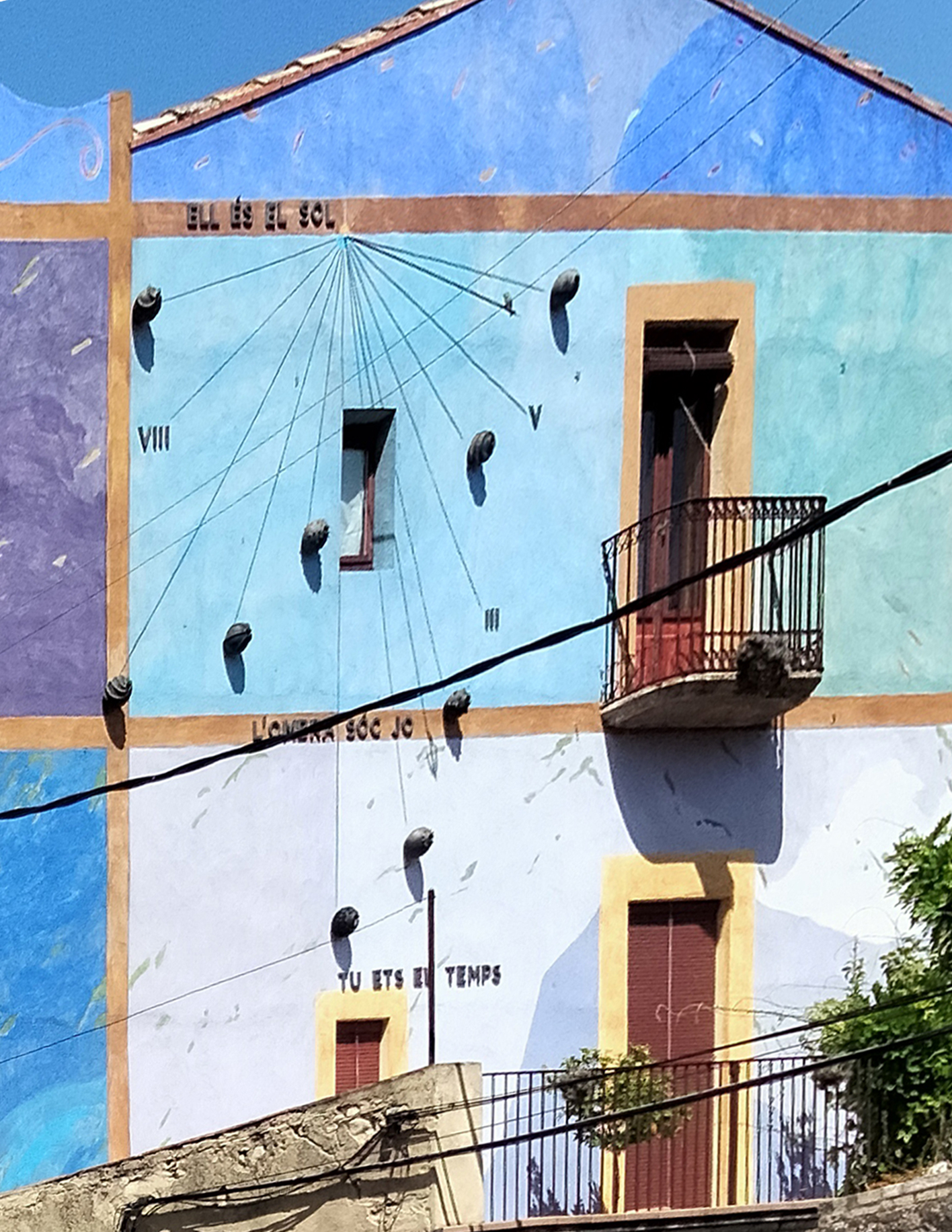
Rellotge de sol i intervenció pictòrica d'Ignasi Esteve a la façana lateral

Adossat a la façana de ponent hi ha un cos annex rectangular de dues plantes, amb terrassa al pis i dos portals d'arc deprimit còncau a la planta baixa i, més cap al nord, l'últim cos adossat, construït amb posterioritat. Està distribuït en una sola planta rectangular, amb la coberta plana utilitzada com terrat i dos antics portals reformats d'arc deprimit còncau. La façana està rematada per una balustrada amb plafó central on hi ha gravat l'any de construcció, 1926.
En general, la construcció està arrebossada i pintada. L'edifici principal conserva restes d'una antiga decoració amb motius geomètrics.

## Història
Els Gustà eren una família de pagesos que van adquirir influència a la vila a partir del segle xviii, quan es van enriquir amb el creixement econòmic. Segons sembla, l'edifici fou reformat i ampliat al segle xix, segons consta a la inscripció que figura a la porta d'accés, tot i que és probable que tingués origen medieval.
Des del 2014 és el taller de l'artista i paisatgista Ignasi Esteve, que ha intervingut a la façana amb pintura mural al fresc.